# Дун-Энгус
Дун-Энгус (ирл. Dún Aonghasa, англ. Dún Aengus) — доисторический форт, расположенный в Ирландии, на Аранских островах, на клифе острова Инишмор. Предположительное время постройки — железный век. По одному из предположений, построен во II веке до нашей эры. Является кандидатом на включение в список Всемирного наследия ЮНЕСКО в Ирландии.
Дун-Энгус зовут «самым восхитительным первобытным монументом Европы» (the most magnificent barbaric monument in Europe). Название форта означает «форт Энгуса» (древнего бога).
Форт состоит из четырёх каменных стен, и построен на высоте в 100 метров над уровнем моря. Он мог использоваться для сезонных обрядов друидов, костры которых, зажжённые в этой точке, могли быть видны издалека. Кроме того, расположение позволяет просматривать из форта около 120 километров побережья. Форт был несколько реконструирован; в нём есть музей, в котором рассказывается об истории форта и его возможных предназначениях, кроме того, поблизости показывают тростниковые хижины и продают ирландский самогон (Poitín).